# Споттруп (замок)
Споттруп (дат. Spøttrup Borg) — средневековый замок в одноимённом муниципалитете, в коммуне Скиве в регионе Центральная Ютландия в Дании. Одна из наиболее хорошо сохранившихся датских крепостей. По своему типу относится к замкам на воде.

## История

### Ранний период
Первое упоминание о владении Споттруп содержится в документе 1404 года. В нём говорится, что дворянин Йохан Скарпенберг передал принадлежащую ему ферму Виборгскому епископству в качестве платы за получение места для захоронения в главном соборе. В свою очередь, Скарпенберг, вероятно, унаследовал землю от своей матери, дочери известного магната Нильса Бугге из Хальда.
После того, владельцем фермы стали епископы, она быстро превратилась в развитое хозяйство. В Споттрупе разместились органы управления обширными церковными владениями. Через некоторое время епископы решили построить крепость для защиты собственности во время народных волнений или вражеских вторжений. И вскоре на территории фермы начались масштабные строительные работы. Так как местность была равнинной, то замок обвели по периметру для надёжной естественной защиты стразу двумя глубокими рвами. Между рвами создали высокую земляную стену (её высота достигает девяти метров). Снаружи были видны только крыши замка. Попасть внутрь можно было лишь через подъемный мост и единственные ворота, ведущие в резиденцию с западной стороны. Непосредственно замок целиком занял внутренний квадратный остров. Крепость состояла из трёх каменных зданий, примыкающих друг к друг под прямым углом. Образовавшийся внутренний двор с западной стороны замыкала стена и надвратная башня (Тортурм).
Во время Графской распри замок Споттруп осадил Скипер Клемент. В результате серьёзно пострадали сооружения в северо-западной части крепости. Позднее каменные укрепления были не только восстановлены, но и усилены.

### Эпоха Реформации
С началом Реформации замок вновь оказался в центре событий. В частности, в нём искал спасения епископ Йорген Фриис, поскольку протестанты во главе с известным датским реформатором Гансом Таусеном взяли под свой контроль Виборг. В ходе последовавшей секуляризации Споттруп оказался на несколько лет в составе коронных поместий. Наконец в 1577 году король Фредерик II передал резиденцию и окрестные замели мекленбургскому дворянину Хенрику фон Белов из старинного рода фон Белов.
Новый собственник решил превратить каменную крепость в более комфортабельное жилище. Тем более, что новых междоусобных войн в Дании не предвиделось. Своей собственной резиденцией он решил сделать южное крыло. Здесь провели реконструкцию. Потолки среднего этажа, где проводились приёмы, сделали очень высокими. Здесь появился рыцарский зал. Сводчатые подвальные помещения стали использовать для хозяйственные нужд. В самом верхнем этаже разместились жилые помещения. Фасад украсили элементами с стиле готической архитектуры. Во дворе замка возвели две лестничные башни: круглую и квадратную.

### XVII и XVIII века
Потомки Хенрика фон Белов владели замком до 1650 года. Затем резиденция в короткий срок сменила сразу нескольких собственников. Наконец в 1665 году имение было передано в залог двум голландским банкирам, братьям Маркусу и Иоахиму Кольблаттам. Иоахим решил сделать замок собственным наследным владением. Но попытки превратить окружающие земли в успешное прибыльное хозяйство не увенчались успехом. Возможно потому, что Кольблатты постоянно проживали в Киле и не могли осуществлять личный надзор за фермами. Сохранились письма, в которых Пауль Кольблатт (сын Иоахима) жаловался, что не получает никакой прибыли от фермы, но нанятый им в качестве управляющего Лауридс Нильсен, похоже, стал очень богатым человеком. Наконец в 1702 году Кольблатты решил продать Споттруп.
Новым владельцем стал Аксель Розенкрантц. Он принадлежал к одной из линий обширного рода Розенкрантц, чьи главные владения прежде находись на юге Скандинавского полуострова. Но когда провинция Сконе оказалась в составе Швеции, Аксель решил избавиться от прежней собственности и перебраться в Данию. Так он оказался владельцем Споттрупа. Окружающие замок фермы к этому времени находились в очень запущенном состоянии. Многие хозяйственные постройки пребывали в очень ветхом состоянии или были разрушены.

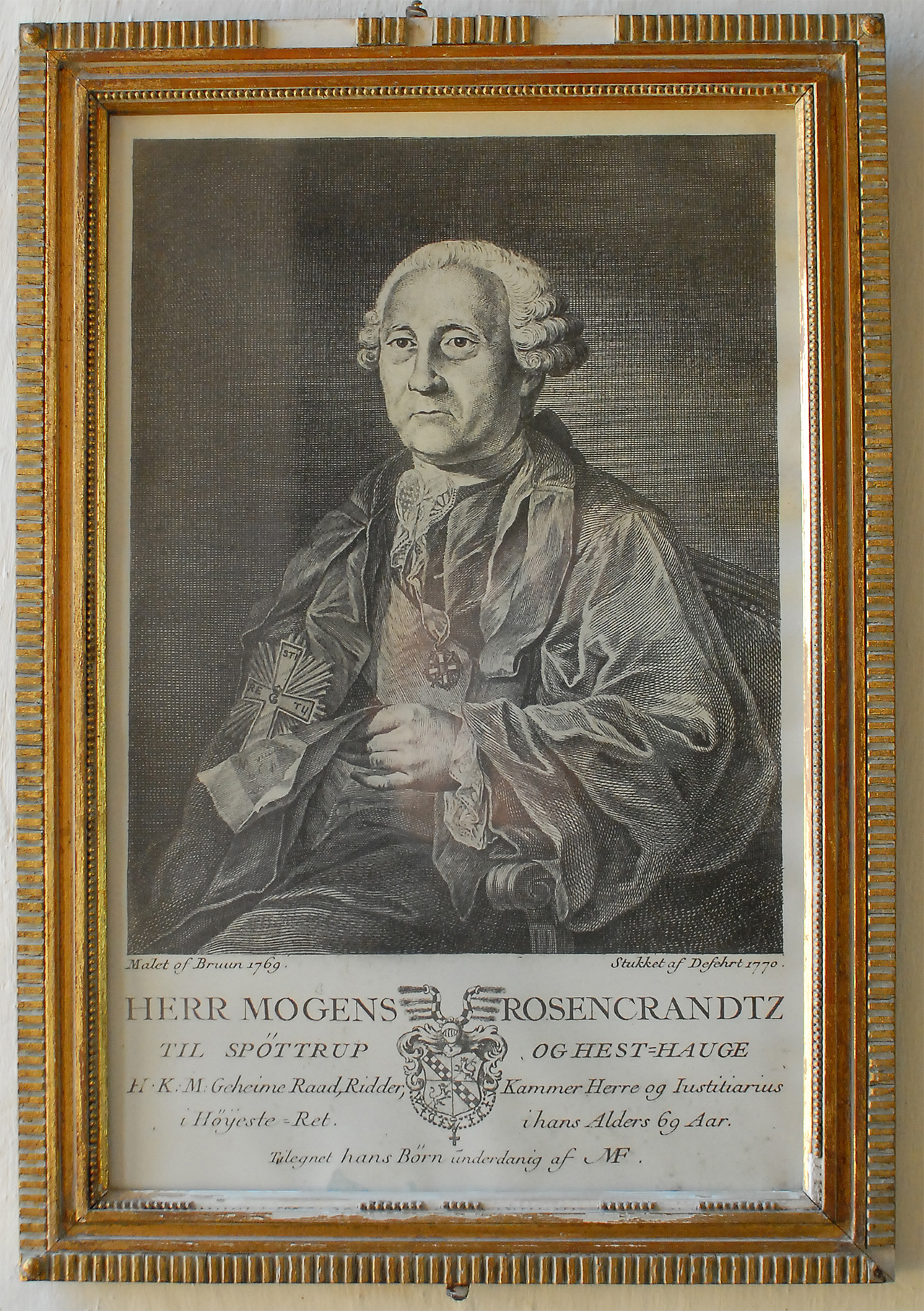
Могенс Розенкрантц

Аксель начал энергичные восстановительные работы. Об этом в частности свидетельствует мемориальная доска, размещённая над порталом квадратной лестничной башни. Но сделать имение прибыльным удалось только Могенсу Розенкрантцу, сыну Акселя. Первые десятилетия он жил не в замке а в постройках прямо на фермах и усердно занимался их развитием. Наконец в 1748 году Могенс решил перебраться в главный замок. Он стал последним частным владельцем Споттрупа, который ремонтировал и приводил в порядок каменную цитадель. По его приказу реконструировали верхние этажи в стиле барокко. В память об этом инициалы Могенса и его супруги Кристины Хорнеманн выкованные из железа в 1762 году разместили на фасаде надвратной башни. А уже в 1776 году имение Споттруп было продано с аукциона. После этого замок вновь оказались в упадке.

### XIX век
После Розенкрантцев поместьем и замков последовательно владели несколько собственников. Новые хозяева старались выжать максимальные доходы с сельскохозяйственной деятельности и совершенно не заботились о замке. Например, один из собственников, Нис Ниссен, владевший имением с 1803 по 1848 год, прославился невероятной скупостью. Он экономил на всём и не устраивал никаких приёмов для гостей. При этом во время экономического кризиса он едва смог избежать банкротства. Зато после смерти Ниссена выяснилось, что он смог скопить 330 000 ригсдалеров — весьма внушительную сумму! Правда, Ниссен был бездетен, а большую часть средство завещал передать на стипендии латинским школам в нескольких городах Ютландии.
Новым собственником Споттрупа стал Нильс Брейнхольт, который также как и Ниссен в первую очередь интересовался извлечением максимальной прибыли от сельского хозяйства. При нём прежний замок был фактически заброшен. Брейнхоль даже хотел разрушить здания на острове, чтобы использовать высвободившиеся камни и балки для строительства хозяйственных сооружений. К счастью этого не произошло. Но исторические своды северного крыла были снесены, так как хозяин решил сделать здесь винокурню. Он также построил крупную свиноферму совсем рядом с главным зданием.
После Брейнхольта сменилось ещё несколько владельцев. Но никто из них не смог оценить историческую ценность замка.

### XX век

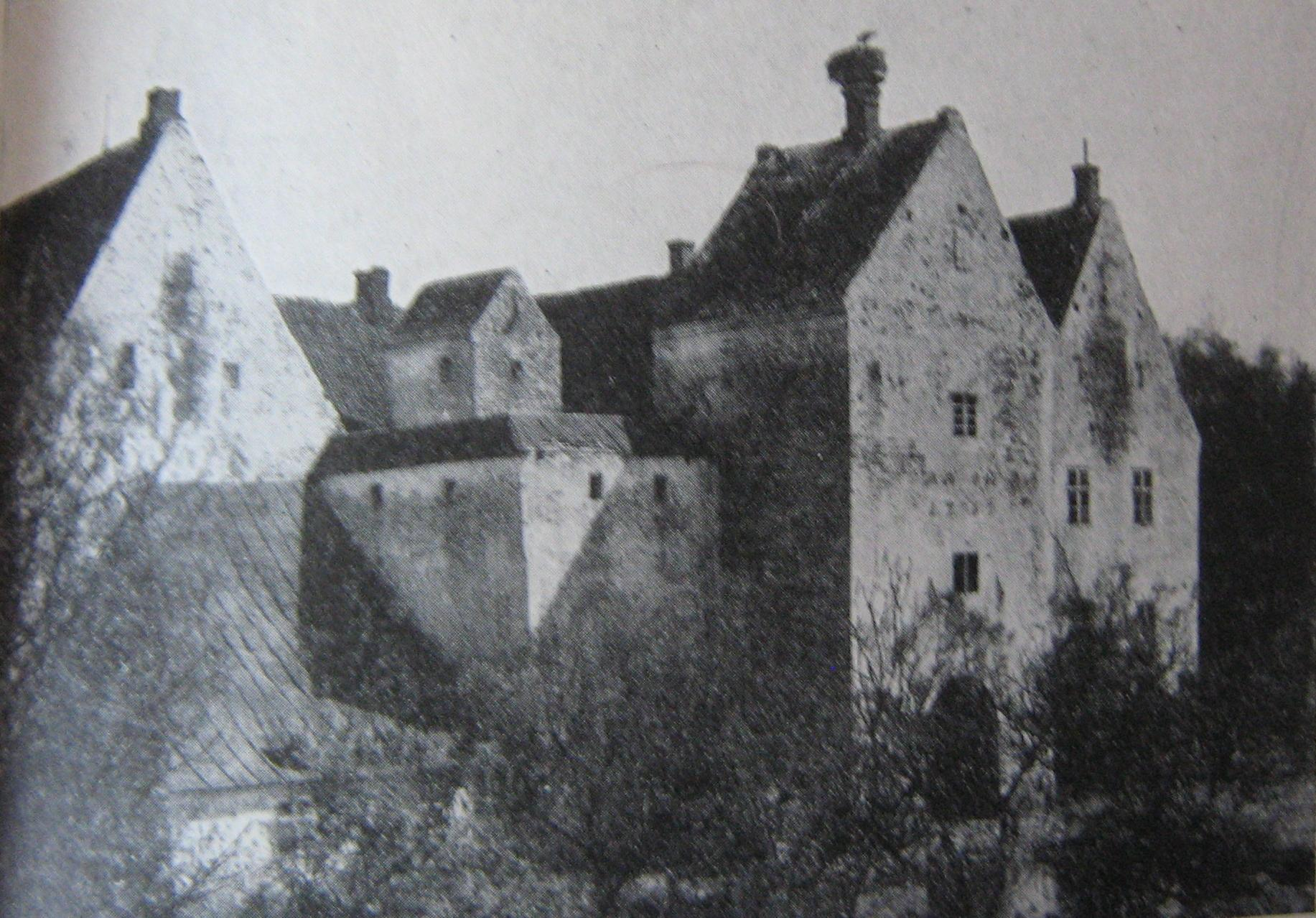
Замок Споттруп на фотографии, сделанной в начале XX века

В 1918 году Споттруп обрёл статус объекта датского культурного наследия. Это гарантировало, что замок отныне находится под государственной защитой и ему не угрожает снос. Все работы в резиденции требовали согласования со специальной строительной инспекцией. Одновременно при поддержке властей и в 1931-1932 годах началась реставрация. В первую очередь отремонтировали помещения и фасады северного крыла. А после того как в 1937 в одной из пристроек случился пожар, руководство Государственного комитета по земельному праву решило выкупить Споттруп у прежних собственников.
Окружающие земли разделили на приусадебные участки, а замок передали в ведение Министерства внутренних дел. И вскоре в резиденции началась масштабная реставрация под руководством известного архитектора Могенса Клемменсена. Он провел очень тщательные восстановительные работы, чтобы по возможности придать замку тот вид, который он имел во времена принадлежности епископам. Со стен удалили белую известь, а заросшие рвы очистили. Кроме того, были аккуратно воссозданы высокие земляные валы.
В 1941 году замок открылся для публики как музей. С тех пор его статус не менялся.

## Современное состояние
В замке функционирует музей. Экспозиция посвящена истории комплекса и его владельцев. Внутри устроен розарий. Снаружи функционирует ресторан.
В замке регулярно проводятся различные мероприятия и исторические реконструкции. В частности, проходят фестивали средневековой культуры. А для показательных рыцарских турниров обустроена специальная площадка.

## Галерея

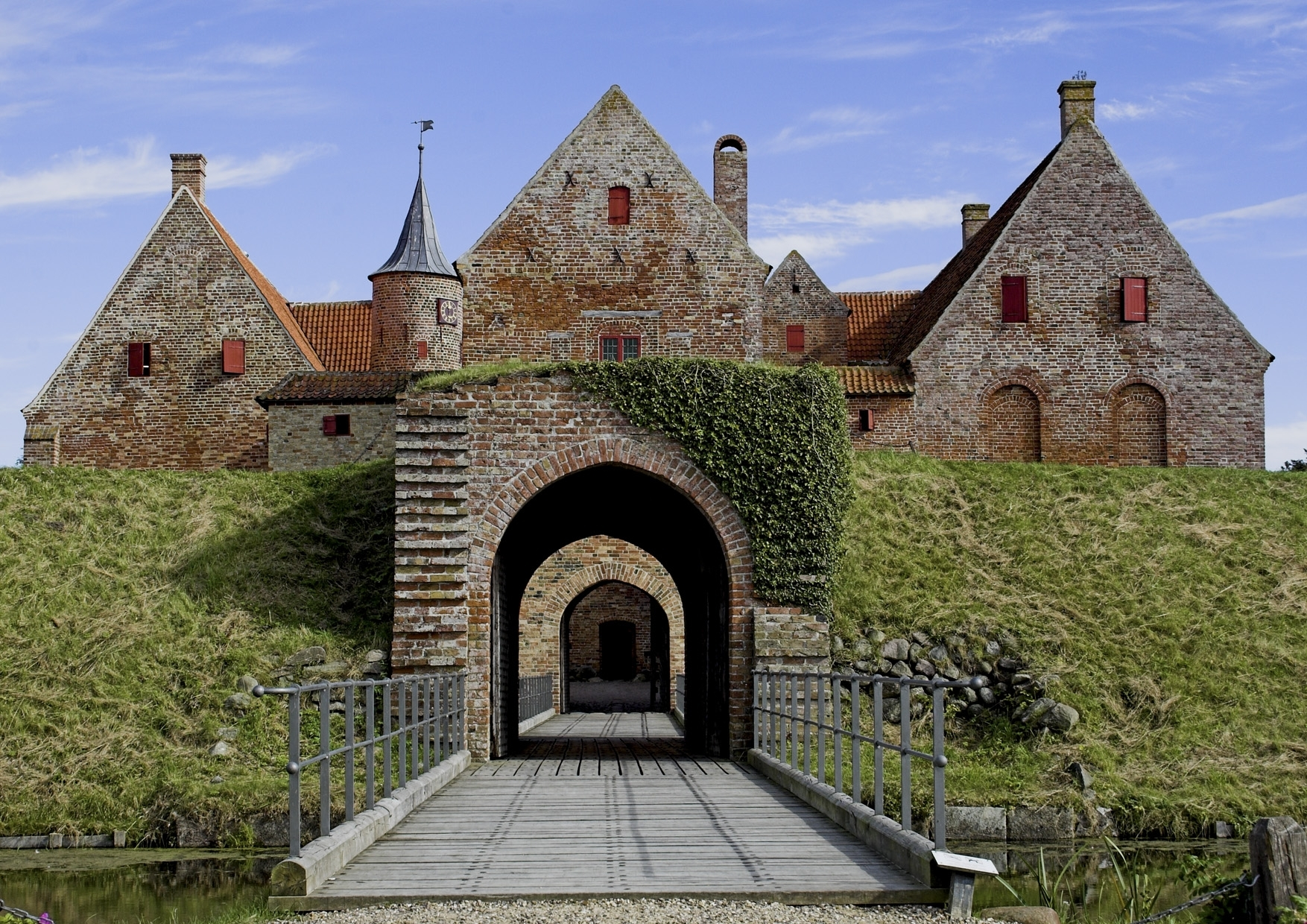
Ворота, ведущие в замок
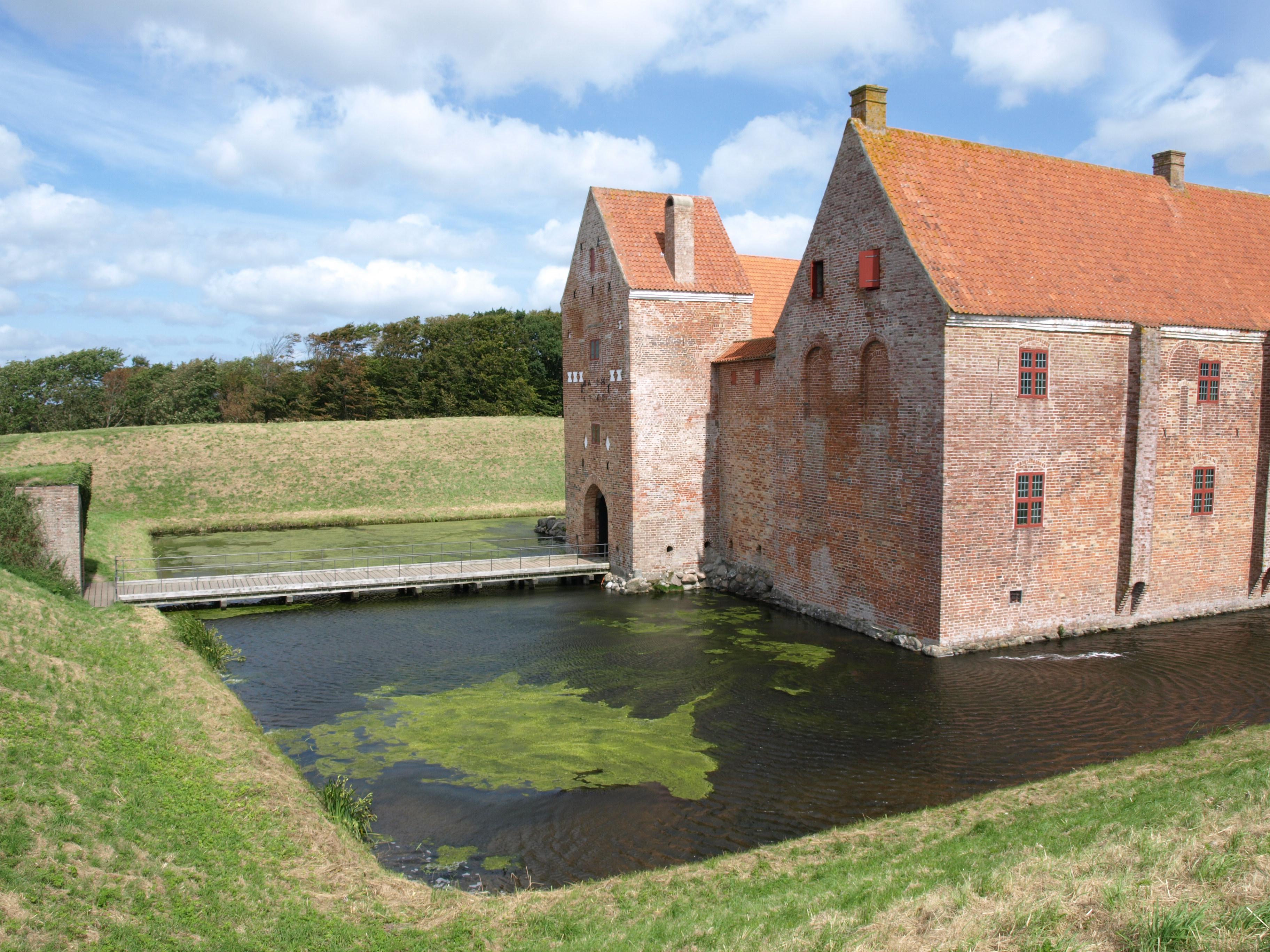
Вид замка с южной стороны
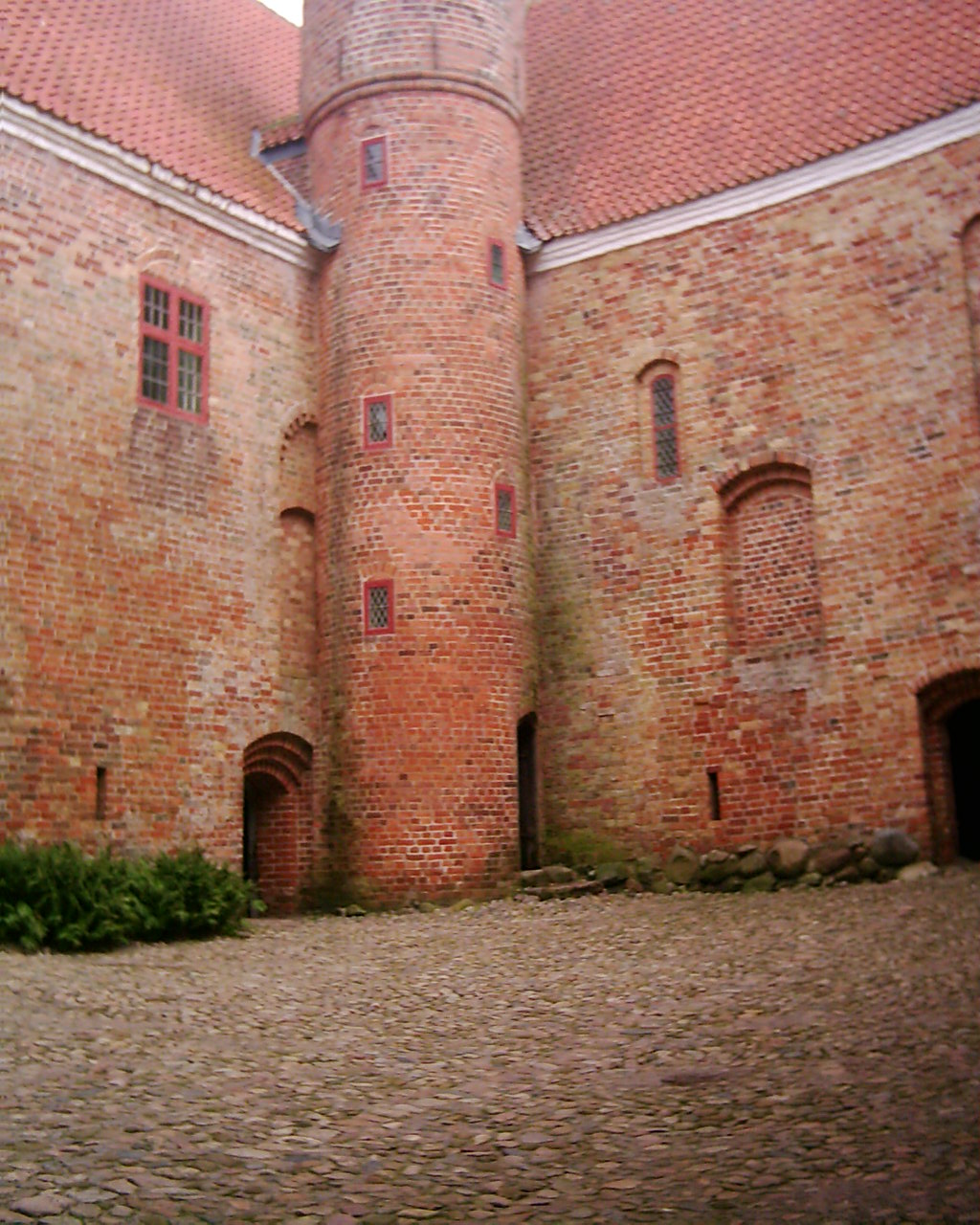
Круглая лестничная башня
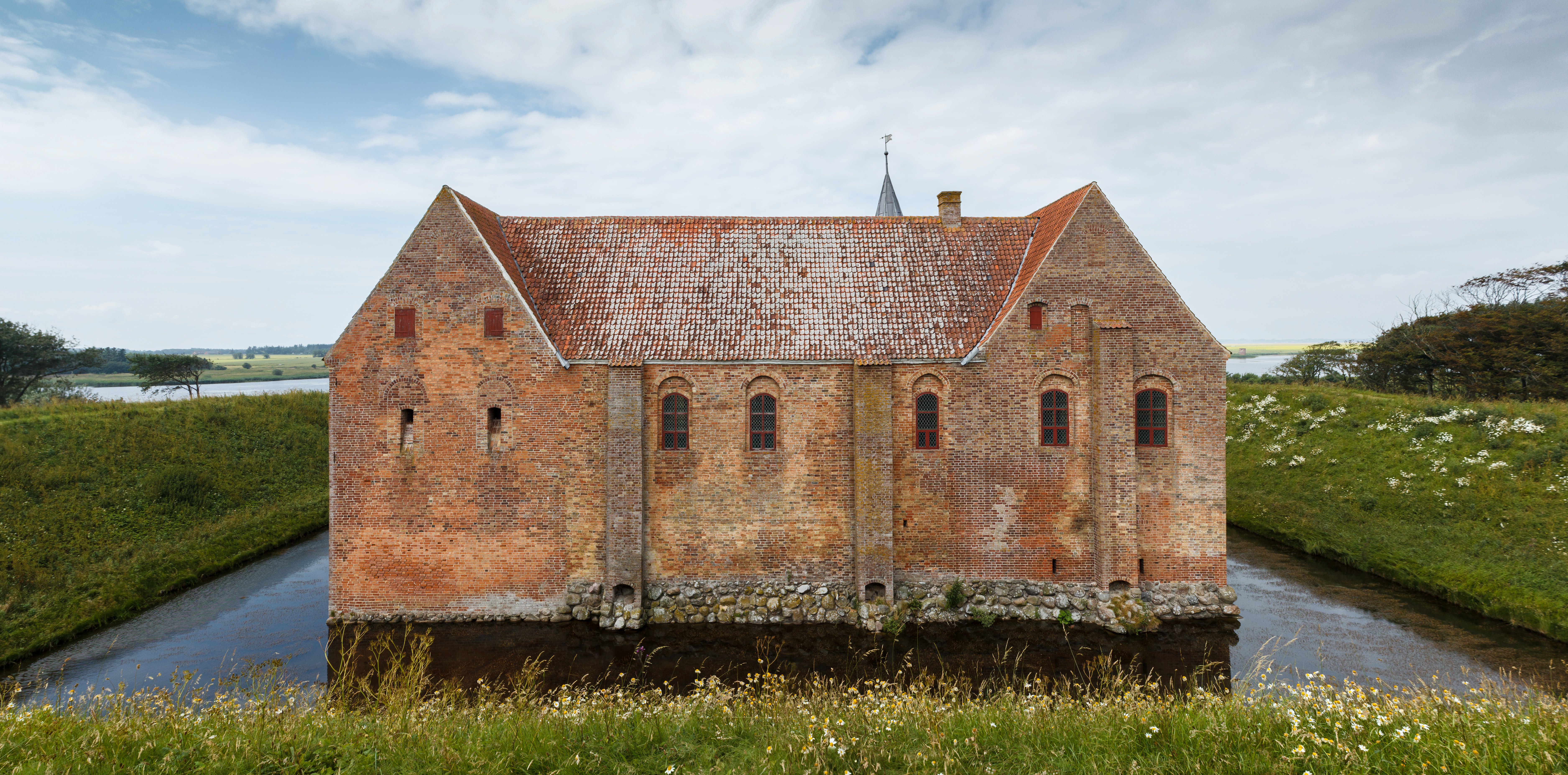
Вид замка с востока
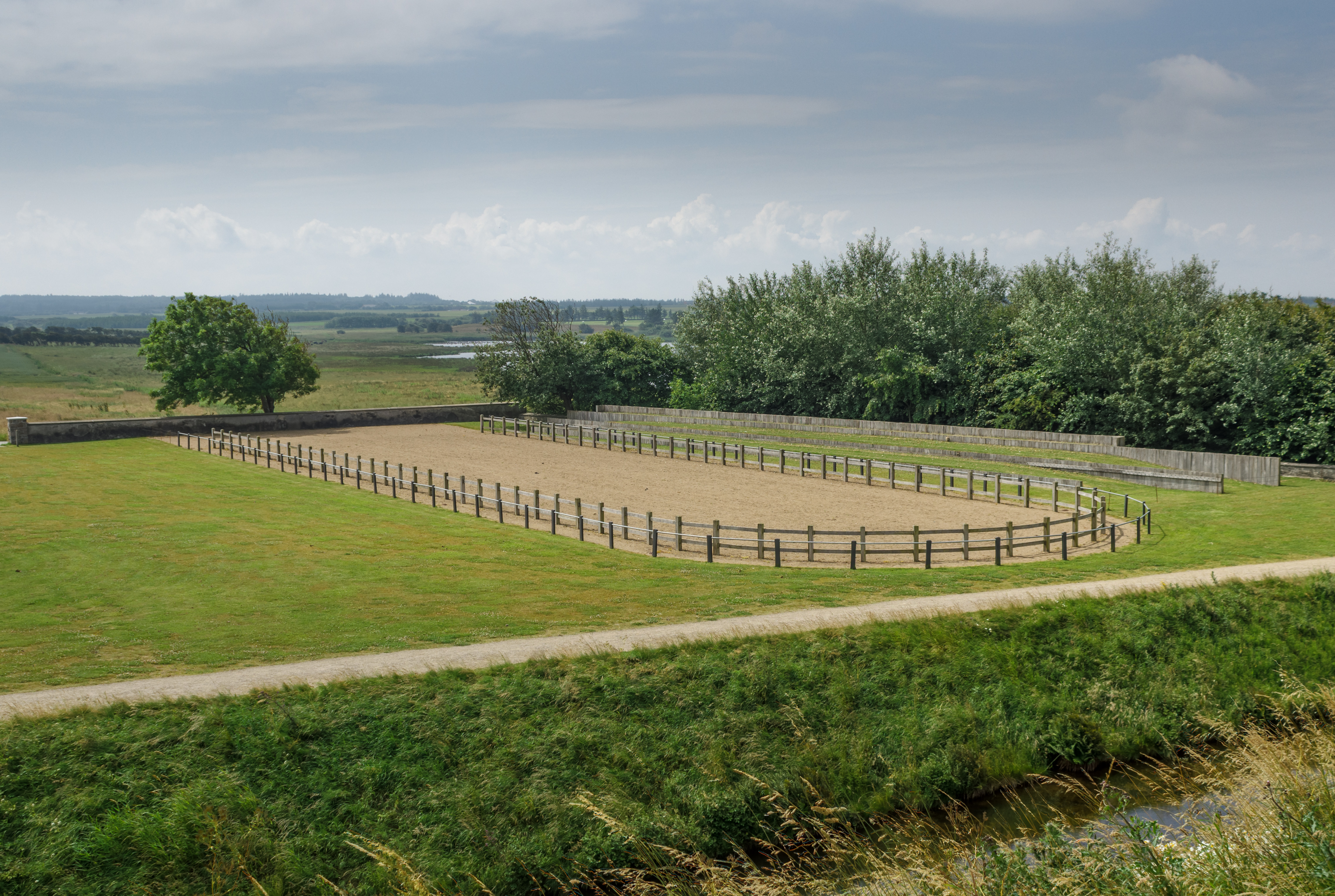
Площадка для проведения рыцарских турниров